# Mecklenburgh Square
Mecklenburgh Square (letteralmente "Piazza di Meclemburgo") è una piazza situata nel quartiere King's Cross, Londra.

## Etimologia
Il nome deriva dalla regina consorte Carlotta di Meclemburgo, alla quale è stata dedicata la piazza.

## Strutture nella piazza

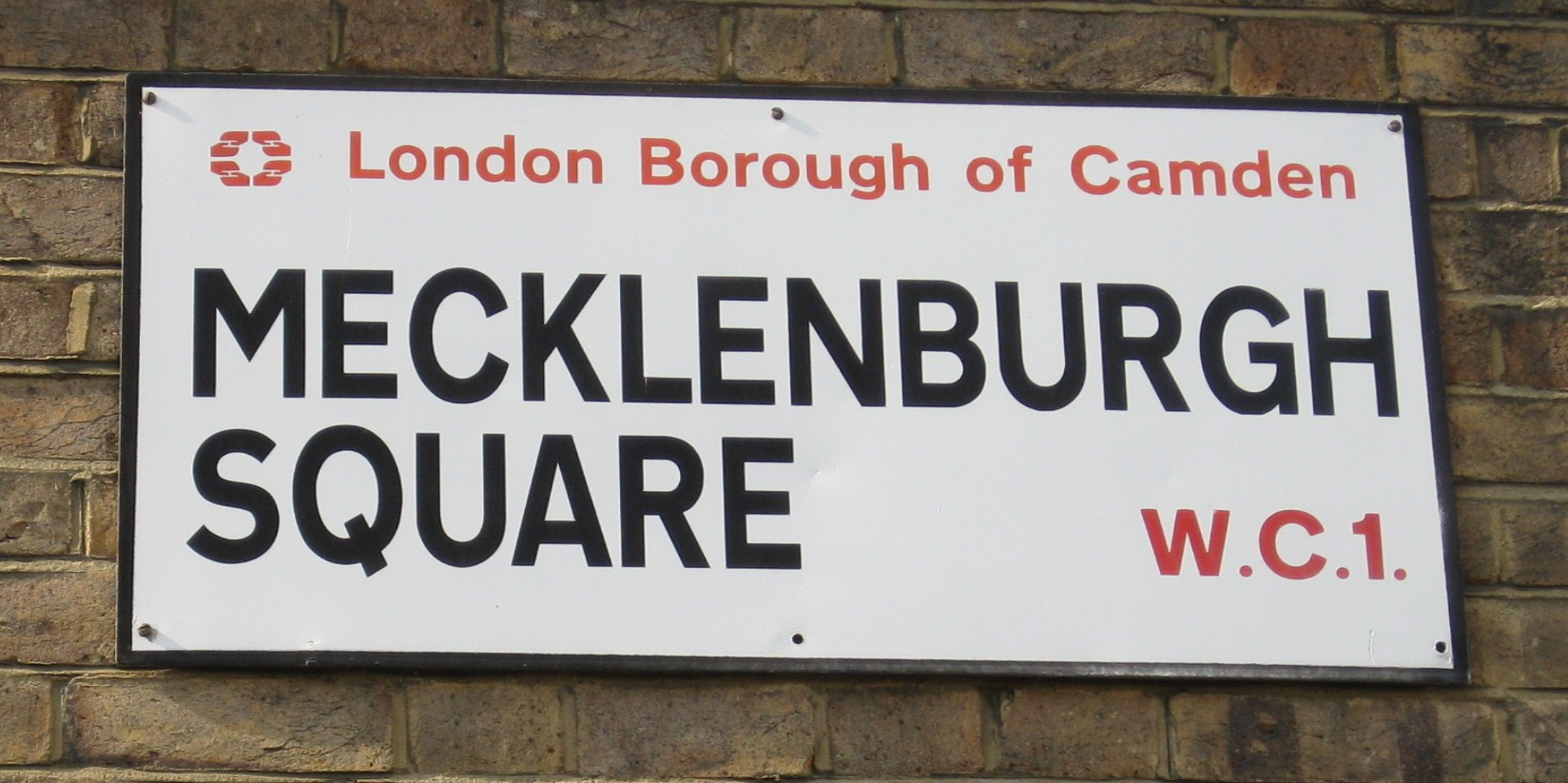
La targa che segna l'inizio di Mecklenburgh Square

A Mecklenburgh Square sono presenti numerose strutture. Infatti ci sono 8100 m² di giardino, un parco giochi per i bambini ed anche un campo da tennis. Nel giardino ci sono prati, sentieri di ghiaia, platani e altri alberi ornamentali. La piazza possiede anche delle piante native della Nuova Zelanda.

## Posti nelle vicinanze
Per arrivare facilmente a Mecklenburgh Square è necessario scendere alla fermata della metropolitana di Russell Square, che si trova a sud-est della piazza.
Altri posti nelle vicinanze sono:
- Coram's Field;
- Gray's Inn Road;
- Goodenough College.